# Салах Ал-Яхияи
Салах Саид Салим Ал-Яхияи (на арабски: صلاح سعيد سالم اليحيائي‎) е омански футболист, играещ като полузащитник за оманския Ал-Сииб и националния отбор на Оман. Участник в Купата на Азия 2019 и 2023. През 2024 бележи гола срещу Саудитска Арабия при загубата с 1:2. 

## Успехи
Дофар (Салала)
- Професионална лига на Оман
  -  Шампион (1): 2018/19
- Купа на Оман
  -  Носител (1): 2019/20
- Купа на Оманската лига
  -  Носител (1): 2018/19
- Суперкупа на Оман
  -  Носител (2): 2017, 2019

 Ал-Сииб
- Суперкупа на Оман
  -  Носител (1): 2022
- Купа на АФК на Оман
  -  Носител (1): 2022